# Euphorbia pentadactyla
Euphorbia pentadactyla là một loài thực vật có hoa trong họ Đại kích. Loài này được Griseb. mô tả khoa học đầu tiên năm 1879.